# PTW 5: Gold Rush
PTW #5: Gold Rush – gala wrestlingu wyprodukowana przez federację i z zawodnikami Prime Time Wrestling. Odbyła się 3 lutego 2024 w Hotelu Scout w Częstochowie. Emitowana była na żywo za pośrednictwem serwisów YouTube, KRONE+ oraz TRILLER+. Była to piąta duża gala organizowana przez federację. 
W main evencie gali Dawid „Puncher” Seńko zwyciężył 20-osobowy Battle Royal zostając pierwszym w historii PTW Championem. W innych ważnych walkach, Marius Al-Ani obronił PTW:WWA Championship w walce z Samem Della Valle, Scotty Rawk pokonał Mike’a Baileya w walce o BWR Heavyweight Championship, a Budapest Bastards zostali nowymi PTW Tag Team Championami pokonując PAKĘ, Sinister Kingdom i The MxM Collection.

## Produkcja i rywalizacje
Gold Rush oferowało walki profesjonalnego wrestlingu na bazie wyreżyserowanych rywalizacji (storyline'ów). Wrestlerzy są przedstawieni jako heele (negatywni, źli zawodnicy i najczęściej wrogowie publiki) i face’owie (pozytywni, dobrzy i najczęściej ulubieńcy publiki), którzy rywalizują pomiędzy sobą w seriach walk mających budować napięcie. Kulminacją rywalizacji jest walka wrestlerska lub ich seria.
Komentatorami gali w języku polskim byli Piotr „Showoff” Małecki, Arkadiusz Paterek, Łukasz „Balik” Baliński. Komentatorami specjalnymi w trakcie walki PJ Black vs. Lince Dorado byli Andrzej Supron i Paweł Borkowski. Duet komentatorski w języku angielskim stanowili Lewis Costello oraz Santino Marella.

### Nano Lopez vs. Krampus
Rywalizacja Nano Lopeza i przedstawiciela stajni Sinister Kingdom - Krampusa toczyła się od pierwszych gal Underground, kiedy to Sinister pokonał Lopeza próbując nakłonić go do dołączenia do swej grupy w charakterze poddanego. Nano Lopez stawiał jednak opór tocząc boje z Sinisterem i jego wysłannikami na kolejnych galach Underground, co doprowadziło go do przegranego pojedynku w stypulacji submission match na gali Kinguin PTW X RYUCON i w last man standing matchu na gali PTW #3: Legends po interwencji Krampusa. Powracając po kontuzji Nano Lopez wyzwał więc Krampusa na pojedynek w stypulacji no disqualification match.

## Wyniki walk
| Nr                                 | Wyniki | Stypulacje                                           | Czas  |
| ---------------------------------- | --- | ---------------------------------------------------- | ----- |
| 1                                  | Scotty Rawk (c) pokonał Mike’a Baileya poprzez pinfall | Singles match o BWR Heavyweight Championship         | 13:50 |
| 2                                  | Diana Strong pokonała Ninę Samuels przez pinfall | Singles match                                        | 9:42  |
| 3                                  | Krampus pokonał Nano Lopeza poprzez pinfall | No Disqualification match                            | 9:02  |
| 4                                  | PJ Black pokonał Lince’a Dorado poprzez pinfall | Singles match                                        | 14:04 |
| 5                                  | Budapest Bastards (Renegade i Nitro) pokonali PAKĘ (Disco Pablo i Tarasa) (c), The MxM Collection (Masona Maddena i Mansoora) oraz Sinister Kingdom (Sinistera i Syriusza Dziedzica) poprzez pinfall | Four-way tag team match o PTW Tag Team Championship  | 18:26 |
| 6                                  | Marius Al-Ani (c) pokonał Sama Della Valle poprzez submission | Singles match o PTW:WWA Championship                 | 09:58 |
| 7                                  | Puncher wygrał, eliminując jako ostatniego Axela Foxa | 20-osobowy Gold Rush Battle Royal o PTW Championship | 43:55 |
| (c) – mistrz/mistrzyni przed walką | |                                                      |       |

### Wejścia i eliminacje w Gold Rush Battle Royalu
| Nr wejściowy | Wrestler         | Nr eliminacji | Wyeliminowany przez | Czas w ringu | Eliminacje |
| ------------ | ---------------- | ------------- | ------------------- | ------------ | ---------- |
| 1            | Axel Fox         | 19            | Punchera            | 43:55        | 1          |
| 2            | Marcelito        | 15            | Krampusa*           | 38:19        | 1          |
| 3            | Jonny Storm      | 8             | Wiktora Longmana    | 24:50        | 0          |
| 4            | James Storm      | 18            | Axela Foxa          | 37:39        | 2          |
| 5            | Marco Hammers    | 1             | Dianę Strong        | 02:06        | 0          |
| 6            | Diana Strong     | 3             | Wiktora Longmana    | 07:39        | 1          |
| 7            | Max Speed        | 2             | Mutanta             | 02:28        | 0          |
| 8            | Mutant           | 4             | Wiktora Longmana    | 05:42        | 1          |
| 9            | Iskra            | 5             | Jamesa Storma       | 00:40**      | 0          |
| 10           | Wiktor Longman   | 12            | Spartana            | 16:34        | 5          |
| 11           | Sędzia Rafał***  | 6             | Santino Marellę     | 01:00        | 0          |
| 12           | Santino Marella  | 7             | Wiktora Longmana    | 00:53        | 1          |
| 13           | Erik Slotir      | 10            | Sambora             | 07:04        | 0          |
| 14           | Olgierd          | 9             | Kinga Kaidena       | 02:54        | 0          |
| 15           | King Kaiden      | 14            | Punchera            | 09:54        | 1          |
| 16           | Sambor           | 11            | Wiktora Longmana    | 02:19        | 1          |
| 17           | Spartan          | 17            | Jamesa Storma       | 18:50        | 1          |
| 18           | Taxi Złotówa     | 13            | Marcelito           | 00:13        | 0          |
| 19           | Puncher          | -             | ZWYCIĘZCA           | 06:30        | 2          |
| 20           | Arczi Czajka**** | 16            | Punchera            | 00:10        | 0          |

(*) – Marcelito został wyeliminowany z walki przez Krampusa, który nie dołączył do walki
(**) – Karol „Iskra” Górski dołączył do walki z opóźnieniem po nokaucie z rąk wyeliminowanego Maxa Speeda
(***) – Sędzia Rafał dołączył do walki w miejsce Bad Bonesa, który według storyline'u odmówił występu na gali
(****) – Arczi Czajka dołączył do walki w miejsce Krampusa, który po interwencji Nano Lopeza zrezygnował z udziału w Gold Rush Battle Royal matchu